# Фиала
Фиалата (от гръцки phiálē) у траките и други средиземноморски народи е ниска чаша, използвана за възлияния на течности при жертвоприношения.
Най-често фиалите са се изработвали от сребро. По-рядко е използван бронз, злато или керамика. Могат да бъдат релефно украсени или рисувани, понякога имат и улеи. Типични орнаменти, които се срещат по фиалите, са геометричните и растителните мотиви (розетки, жълъди, шишарки, бръшлян). В центъра на фиалите има издутина, наречена умбо или омфалос („пъп“), символизиращ центъра на света.
Три са основните типове фиали: „фиали-блюда“, дълбоки фиали и обикновени.
- Фиалите-блюда имат кръгло и разлато тяло, с прав ръб и изпъкнало умбо в средата на дъното.
- Дълбоките фиали имат сферично тяло с умбо в средата на дъното, стеснение по средата на височината и обърнат и силно изтеглен навън ръб на устието. При дълбоките фиали обикновено липсва украса, или тя е пестелива, тъй като естетическият ефект е изразен чрез силуета на съда.
- Обикновените фиали са ниски и без украса.[2]

## Фиали в България
Някои от най-известните и богати съкровища, намирани на територията на България, съдържат фиали:
- Рогозенско съкровище – 108 сребрърни фиали, някои от тях позлатени [2]
- Панагюрско съкровище – една златна фиала с омфалос, тежаща 846 г, с диметър 25 см. орнаментирана с концентрично разположени розетки, жълъди и негърски маски.[3][4]
- Радювенско съкровище – десет сребърни фиали.[2]
- Луковитско съкровище – пет фиали.[5]
- Съкровище от Александрово – три фиали.

Находките от Рогозенското съкровище водят археолозите до схващането, че тракийските фиали са били изработвани от три части, последователно прикрепвани една към друга: умбо в центъра, тяло на фиалата с част от гърлото, и устие също с част от гърлото.. Като далечен отглас от използването и предназначението на древногръцкия съд, може да се счита названието „пиата“, вместо чиния, в шуменските говори, съхранено до средата на 20 век.